# 刘琨

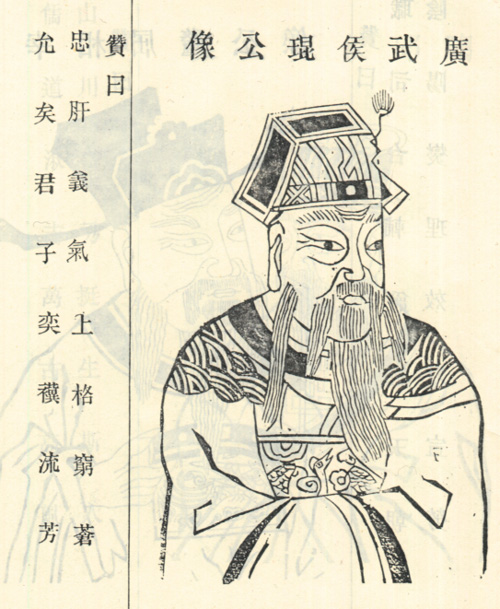
刘琨

刘琨（270年—318年6月22日），字越石，中山郡魏昌县（今河北省石家庄市无极县）人，西晋末年、十六国时期政治家、文学家、音乐家、军事家，他曾经在西晋末年于晋阳（今山西太原）堅守了近十年，对抗劉淵和石勒等反晉勢力。官至司空、并州刺史、都督并冀幽三州諸軍事、侍中、太尉，封廣武侯，謚曰湣。

## 生平

### 早年生涯
刘琨是西汉中山靖王刘胜之后，其祖父刘迈官至相国参军、散骑常侍，父亲刘蕃、胞兄刘舆也曾出任高官，舅舅是尚书郭奕。王敦也很欣賞刘琨。但同时他也喜好奢靡虚浮的清谈风流，是以大富豪石崇为首的“二十四友”的成员。

#### 闻鸡起舞
刘琨和祖逖一起担任司州主簿时，两人感情很好，常一起睡在同一张床上。有一天深夜，祖逖听到野鸡的叫声，把刘琨踢醒，说：“此非恶声也”。于是，两人都起床舞剑。刘琨和祖逖都有着远大的抱负，经常谈论世间事务，有时在深夜起床坐着，相互勉励：“若四海鼎沸，豪杰并起，吾与足下当相避于中原耳”。
后来，刘琨听说祖逖被东晋朝廷重用，在写给亲人故友的信中写道：“吾枕戈待旦，志枭逆虏，常恐祖生先吾着鞭”。

### 八王之乱
八王之乱中刘琨也被卷入。永康元年（300年）被其姐夫司马荂的父亲赵王司马伦重用。次年司马伦称帝，刘琨任太子詹事，辅佐司马荂。齐王司马冏、成都王司马颖、河间王司马颙等诸王讨伐司马伦。司马伦任命刘琨为冠军将军、假节。刘琨与司马伦手下孙秀领兵三万抵抗司马颖兵败。司马伦兵败之后司马冏辅政，因为刘琨出身名门，任命刘琨为尚书左丞，转司徒左长史。再次年司马冏败给东海王司马越，司马越的支持者范阳王司马虓（不是八王之一）镇守许昌，推荐刘琨为司马。
司马越派刘琨的父亲刘蕃为淮北护军、豫州刺史。河间王司马颙手下刘乔攻击司马虓，刘琨援救不及，其父母被刘乔俘获。刘琨说服其连襟溫憺的兄长冀州刺史温羡让位给司马虓。光熙元年（306年）从王浚处求得八百骑兵，战败刘乔，救出父母。刘琨助司马腾击败、斩成都王司马颖（司马颙的联军）手下大将石超，降司马颙手下荥阳守将吕朗、助司马越、司马虓连败司马颙、司马颖，被封广武侯、邑二千户。

### 征战并州

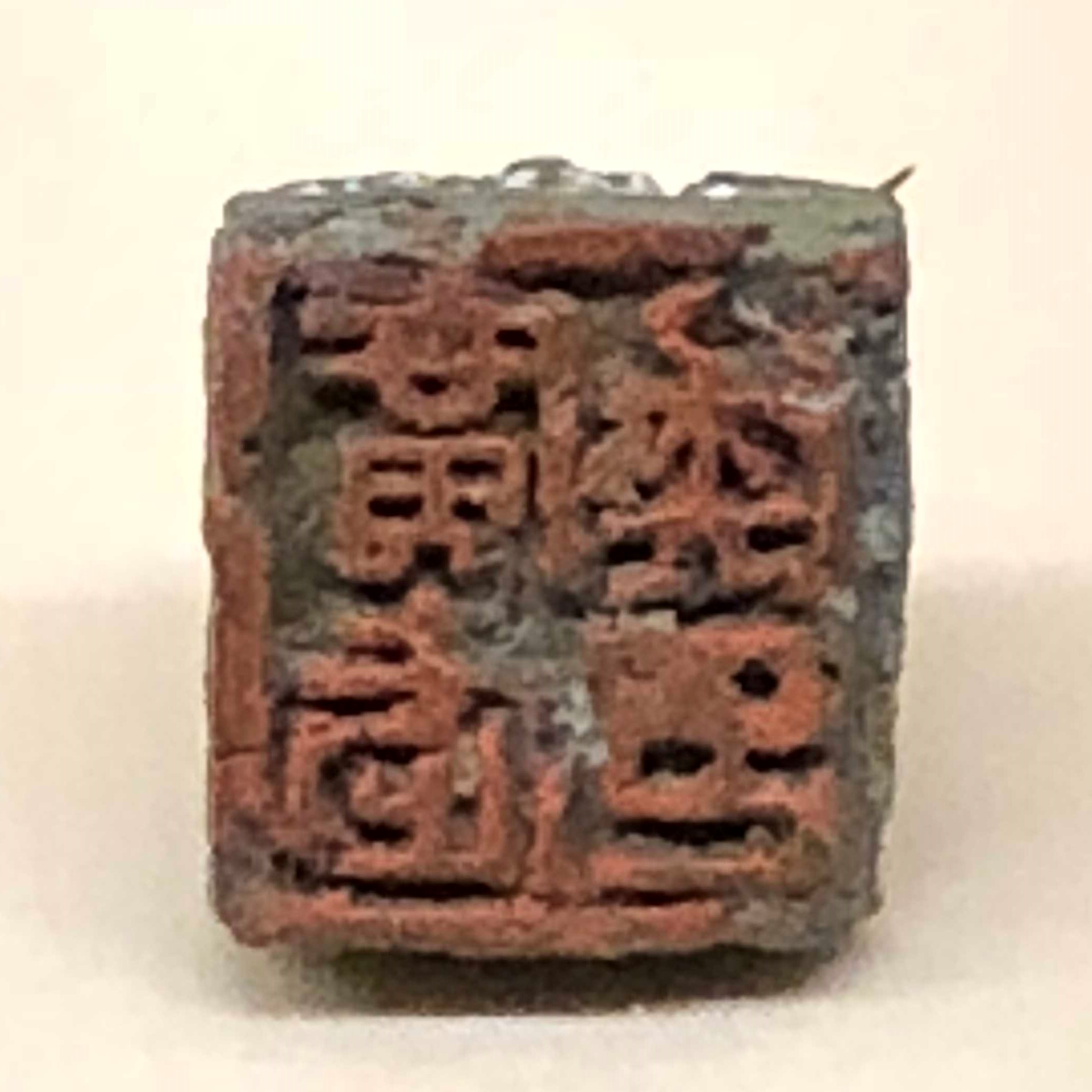
广武侯印，可能为刘琨生前所用

司馬穎舊將公師藩和汲桑在北方以為司馬穎歸葬為名起兵，與張泓舊將李豐一同攻向鄴城，并州刺史司马腾最終不能抵抗、輕騎逃走、在路上被李豐殺害。三個月後苟晞才來到解救鄴城，驅走汲桑等。光熙元年（306年）九月，司马越为了扩张势力，派刘琨出任并州（今山西东部、河北西部）刺史、加振威将军、领护匈奴中郎将。在此两年前匈奴王刘渊趁八王之乱已在并州南部起兵建立“汉”政权，后改称“赵”，史称前赵。
刘琨带领一千余人辗转离开首都洛阳，永嘉元年（307年）春天到达晋阳（今山西太原）。当时的晋阳经历战乱，已成一座空城。刘琨在左右强敌环俟的环境下安抚流民，发展生产，加强防御。不到一年晋阳就恢复了生气，成了西晋在匈奴敌后的少数几个割据政权之一。
当时的晋阳西面和南面是强大的匈奴前赵，北面是正在崛起的拓跋鲜卑的代国，东面是和段部鲜卑结盟事实上独立的西晋幽州刺史王浚。刘琨和拓跋鲜卑首领拓跋猗盧结为兄弟，和前赵石勒等大将的战斗互有胜负。
永嘉四年（310年）刘琨联合拓跋猗盧讨伐依附前赵的匈奴铁弗部刘虎和白部鲜卑，胜利后上表西晋朝廷封拓跋猗盧为大单于兼代王。代郡属于幽州，所以王浚不同意，还进击拓跋猗盧被击败，从此刘琨与东邻王浚不和。
刘琨吸引了许多志愿抗击匈奴、羯人的志士，但他的政治军事才能也使不少人离去。一个叫徐润的河南人因为懂得音律得到刘琨的重用，此人无能而飞扬跋扈。奋威将军令狐盛进言要刘琨除去徐润，反被徐润诬杀，造成其子令狐泥等人的反叛，连刘琨母都知道刘琨不能成事且必然殃及自己。令狐泥投奔刘聪，具言刘琨虚实。刘聪大喜，以令狐泥为向导，正好上党太守袭醇也投降刘聪，雁门乌丸复反，刘琨亲率精兵出战，于是刘聪遣子刘粲及令狐泥于永嘉六年（312年）七月乘虚袭晋阳，太原太守高乔、并州别驾郝聿以郡投降，刘琨父母都遇害。刘琨在拓跋猗卢大军的帮助下收复晋阳。
建兴元年（313年），晋愍帝继位，封刘琨大将军、都督并州诸军事。此时石勒在晋阳的东南襄国（今河北邢台）拥兵割据，势力日盛。他修书刘琨假意降晋，出兵消灭与刘琨有矛盾的王浚，而刘琨作壁上观。
建兴三年（315年）前赵刘曜击败刘琨，但因要攻打长安回兵。刘琨被晋愍帝封为司空、都督并冀幽诸军事。刘琨辞去司空，受都督。拓跋猗卢被其儿子拓跋六修杀死。猗卢的兄弟拓跋普根殺六修平亂数月后病死，刘琨在拓跋部作为人质的儿子刘遵同箕澹等率3万余人投奔刘琨。
建兴四年（316年）石勒出兵进攻并州，刘琨不听箕澹劝阻全军尽出，中了埋伏大败，丢了并州，只身投奔鲜卑首领、晋朝幽州刺史段匹磾。同年，刘曜攻破长安，西晋結束，晋愍帝被俘。

### 寄人篱下
晋愍帝被俘后，刘琨令其外甥長史溫嶠勸進琅邪王登基為帝，是為元帝。次年建武元年（317年），元帝封刘琨為侍中、太尉。
段匹磾封刘琨为大都督，率段部鲜卑的军队讨伐石勒，因石勒派人贿赂段匹磾堂弟段末杯造成段部鲜卑内部不和而流产。
太兴元年（318年），段部鲜卑内斗，段末杯击败段匹磾自任单于。段末杯俘虏了刘琨的儿子刘群并厚待他，刘群给刘琨写密信邀请他结盟共击段匹磾，被段匹磾截获。刘琨被怀疑关入大牢。次年，刘琨和段匹磾手下的几个将领企图反叛救出刘琨未遂。东晋权臣王敦派人密告段匹磾，让他杀掉刘琨。刘琨听说王敦来使，便对儿子刘遵说：“处仲（王敦）使来而不告我，是杀我也。死生有命，但恨仇耻不雪，无以下见二亲耳”。段匹磾于五月初八（6月22日）声称奉皇帝诏旨缢杀刘琨，其三个儿子和侄子、从侄二人也一起被杀。
太兴二年（319年），刘琨外甥温峤向晋元帝申冤，元帝赠谥曰愍。

## 文化造诣
握中有悬璧，本自荆山璆。

惟彼太公望，昔在渭滨叟。

邓生何感激，千里来相求。

白登幸曲逆，鸿门赖留侯。

重耳任五贤，小白相射钩。

苟能隆二伯，安问党与雠？

中夜抚枕叹，想与数子游。

吾衰久矣夫，何其不梦周？

谁云圣达节，知命故不忧。

宣尼悲获麟，西狩涕孔丘。

功业未及建，夕阳忽西流。

时哉不我与，去乎若云浮。

朱实陨劲风，繁英落素秋。

狭路倾华盖，骇驷摧双辀。

何意百炼刚，化为绕指柔。

### 音乐
刘琨精通音律，创作了《胡笳五弄》，在传统的琴曲中加入北方游牧民族的音调，描写北方历经战乱的景象，抒发了思乡爱国之情。
曾经有一次前赵匈奴围攻晋阳。刘琨登城清啸，半夜又奏胡笳（一说指挥一队士兵奏胡笳），匈奴人听到后思乡流泪，无心再战，撤兵而去。

### 诗文
刘琨的诗文激昂悲壮，充满对战乱中的流民的同情和抵抗敌人的决心。这种特点在他离开洛阳去晋阳途中所作的《扶风歌》中得到完整地体现。被囚后所作的《重赠卢谌》更是其代表作。此诗前半段引用了姜子牙、管仲、陈平、邓禹等人的典故，表达对晋室的忠诚。后半段描述了自己壮志未酬的心情：“何意百炼刚，化为绕指柔。”刘琨著有诗文集若干卷，已佚，今仅存诗3首，明代有人辑有《刘越石集》。

## 后人纪念
后来有很多人创作了诗作，纪念刘琨在社稷将倾之际锲而不舍的奋斗精神。譬如：
- 李白：刘琨与祖逖，起舞鸡鸣晨。
- 陆游：刘琨死后无奇士，独听荒鸡泪满衣。
- 陆游：鸡唱刘琨舞，牛疲甯戚歌。
- 文天祥：中原荡分崩，壮哉刘越石。连踪起幽并，只手扶晋室。福华天意乘，匹磾生鬼蜮。公死百世名，天下分南北。
- 李清照：南渡衣冠少王导，北来消息欠刘琨。
- 刘辰翁：越石暮年扶风赋，犹解闻鸡起舞。

## 評價
- 王夫之：「琨乃以孤立之身，游于豺狼之窟，欲志之伸也，必不可得；即欲以颈血溅刘聪、石勒，报晋之宗社也，抑必不能；是以君子深惜其愚也。」[6]
- 成海應：「劉琨材小而志大，雖建晉陽拊夷漢之衆，不能終其功。及至間關顚躓，而忠義猶奮，方其推心琅琊，俾紹旣絶之緖，讀其勸進表足令人雪涕。方是時河北陷爲胡冦，而獨能毅然孤立，以繫中土之心。彼段匹磾雖以忠義相感，非族類也，卒爲所戕，悲夫！野史稱琅琊卽小吏牛金子，以爲晉緖已絕於懷、愍，然五王南渡，皆可繼晉，琨何爲擇牛金子而勸進乎？野史荒亂不足信也。」[7]

## 家庭

### 祖父
- 刘迈，相国参军、散骑常侍

### 父母
- 刘蕃，西晋光禄大夫
- 太原郭氏，尚书郭奕的姐妹

### 兄弟姐妹
- 刘舆，西晋东海王左长史、定襄贞侯
- 刘氏，嫁司马荂

### 夫人
- 清河崔氏，御史中丞崔参之女

### 儿子
- 刘遵，庶长子
- 刘群，冉魏行台都督

## 延伸阅读
[在维基数据编辑]
 在维基文库阅读此作者作品
 《晉書·卷062》，出自房玄齡《晉書》